# Franz Schultze
Franz Eduard Wilhelm Schultze (* 12. Juni 1842 in Berlin; † 15. April 1907 in Weimar) war ein deutscher Genre-, Porträt- und Landschaftsmaler der Düsseldorfer Schule.

## Leben
Schultze, Sohn des Rentners Johann Friedrich Eduard Schultze und dessen Ehefrau Amalie Auguste Helene Louise, geborene Geißler, stammte aus einfachen Verhältnissen und war früh verwaist. Sein Großvater war Restaurator in Berliner Museen. Er studierte Malerei an der Kunstakademie Berlin bei Eduard Daege und bei Nicaise de Keyser in Antwerpen. In den Jahren 1873 bis 1874 war er Schüler von Wilhelm Sohn an der Kunstakademie Düsseldorf. Bis 1890 lebte und arbeitete er in Düsseldorf, wo er seit 1879 dem Künstlerverein Malkasten angehörte, danach in Weimar. Außer Belgien bereiste er
die Täler des Rheins, der Mosel und anderer rheinischer Flüsse. In Eltville am Rhein und auf Burg Eltz betätigte er sich als Restaurator. Wie seine Gattin, die Mykologin, Pilzmalerin, Dichterin und Übersetzerin Johanna Schultze-Wege (1844–1918), war er botanisch interessiert. Dem Thüringischen Botanischen Verein diente er 16 Jahre als Schatzmeister.